# Patrick Holland
Patrick Holland (ur. 5 maja 1982) – amerykański snowboardzista. Nie startował na igrzyskach olimpijskich ani na mistrzostwach świata w snowboardzie. Najlepsze wyniki w Pucharze Świata w snowboardzie osiągnął w sezonie 2008/2009, kiedy to zajął 56. miejsce w klasyfikacji generalnej.

## Sukcesy

### Puchar Świata

#### Miejsca w klasyfikacji generalnej
- 2006/2007 - 168.
- 2007/2008 - 166.
- 2008/2009 - 56.
- 2009/2010 - 68.

#### Miejsca na podium
1. La Molina – 19 marca 2010 (Snowcross) - 3. miejsce